# Hermann Giesler
Hermann Giesler (2. august 1898 i Siegen – 20. januar 1987 i Düsseldorf) var en førende tysk arkitekt under nazitiden. Hans bror var Paul Giesler en nazistisk leder. Han og Albert Speer var Hitlers yndlingsarkitekter.

## Levned

### Kejserdømme og Weimar Republik
Hermann Giesler blev født som søn af en arkitekt. Under 1. Verdenskrig var han soldat fra 1915 til 1918. Efter krigen arbejdede han som murer, tømrer og snedker og var fra 1919 til 1923 på Kunstgewerbeschule i München og studerede arkitektur ved TH München under Eduard Pfeiffer og Richard Riemerschmid. I 1931 meldte hans sig ind i NSDAP (Nr. 622.515). Han meldte sig også ind i SA. Fra 1930 arbejdede han som selvstændig arkitekt og keramiker i Allgäu. Hans bror Paul Giesler beklædte under nationalsocialismen førende poster i SA. Han var Gauleiter i Oberbayern og ministerpræsident i Bayern 1942-1945. 

### Nazitiden
I 1933 blev Giesler Bezirksbaumeister i Sonthofen. Hans Ordensburg Sonthofen („Reichsschulungsburg Allgäu“) blev opført i 1934 og var fra 1937 en Adolf-Hitler-Skole. Områdecentret (Gauforum) i Weimar (påbegyndt juli 1936) med Adolf-Hitler-Platz (1937) var vigtige nationalsocialistiske prestigebyggerier som hans planer for områdehovedstaden Augsburg og NSDAP højskolen ved Chiemsee. Ved siden af ledede han Gauschule Blaichach.
I 1938 udnævnte Hitler ham til professor og Generalbaurat med ansvar for ombygningen af München. Han arbejdede med planlægningen af en ny hovedbanegård sammen med Paul Bonatz, om grønne områder med Alwin Seifert og om bolig og bebygningsspøgsmål med Rudolf Rogler. Efter at Linz i marts 1939 var udnævnt til Führerstädte (som Berlin, München, Hamburg og Nürnberg), blev Roderich Fick udnævnt til  „Reichsbaurat für die Neugestaltung der Stadt Linz“, men på grund af rivalisering inden for nazipartiet tilbød Hitler den 28. april 1942 Giesler at overtage „die Monumentalverbauung links der Donau“.
I 1939 blev Weimar optaget på listen over byer, der skulle ombygges og Gauleiter Fritz Sauckel gav Giesler til opgave at udarbejde byplanen. 
Giesler blev af Hitler udpeget til arkitekt af dennes mausolæum (1940).
Med krigen mod Sovjetunionen i 1941 blev alle hans byggeprojekter indstillet. De store byggeplaner blev, bortset fra Weimar, ikke til andet end planer. Hans bygninger, som blev opført i nazitiden, findes stadig.  
Giesler arbejdede fra 1941 for Organisation Todt som leder af den i Baltikum indsatte „Baugruppe Giesler“, indsatsgruppe Rußland-Nord (1942–44) og som leder af OT-Einsatzgruppe VI (Bayern og Donauområderne). Han havde ansvaret for de af KZ-fanger byggede våbenfabrikker i Mühldorfer Hart (1944–45).
I august 1944 optog Hitler ham på Gottbegnadeten-Liste med de tolv vigtigste skabende kunstnere, herunder fire arkitekter.
Giesler havde høj rang i SA. Den 20. april 1945 blev han udnævnt til brigadefører. 

### Efter nazitiden
I 1945 blev Giesler fængslet af den amerikanske militærregering og i 1946 blev han interneret som nazibelastet . 
I 1947 blev han af en amerikansk militærdomstol anklaget og dømt for drabsforbrydelser ved Dachau-processerne. Hans medanklagede var Franz Auer, Karl Bachmann, Wilhelm Baya, Heinrich Engelhardt, Erika Flocken, Karl Gickeleiter, Daniel Gottschling, Wilhelm Griesinger, Wilhelm Jergas, Anton Ostermann, Jacob Schmidberger, Herbert Spaeth og Otto Sperling. Der blev afsagt fem dødsdømme, som ikke blev fuldbyrdet bortset fra Franz Auer, der blev henrettet den 26. november 1948. I de fleste tilfælde blev fangerne allerede løsladt fra fængslet i Landsberg i begyndelsen af 1950'erne. 
Hermann Giesler var idømt livsvarigt fængsel, men allerede den 6. maj 1948 blev hans straf nedsat til 25 års fængsel. Den 7. juli 1951 blev den yderligere nedsat til 12 års fængsel og den 18. oktober 1952 blev Giesler løsladt. Han bosatte sig i Düsseldorf, hvor han fra 1953 arbejdede som selvstændig arkitekt og forfatter indtil han døde i 1987.
Begge hans selvbiografier, som udkom på højreorienterede forlag, viste Giesler som en trofast bekender til nationalsocialismen og Adolf Hitler.

## Liste over byggerier og planer
- 1933-44: „Denkmal der Bewegung“ (sammen med Hermann Reinhard Alker og Albert Speer, ikke udført)
- 1936-42: Gauforum (nu Landesverwaltungsamt/-den tidligere multihal blev af erhvervsmanden Josef Saller ombygget til et fritids- oplevelses- og indkøbscenter kaldet „Atrium“) Weimar
- 1937/38: Tjenestebolig for Gauledelsen i Thüringen Villa Sauckel i Weimar (nu skolebygning for Bundesagentur für Arbeit)
- 1937-39: HJ-Heim Immenstadt (egentlig: Arkitekt Albert fra byggekontoret på Ordensburg Sonthofen)
- 1937-42: Ombygning af hovedbanegården i Augsburg (ikke udført)
- 1938: Hotel Elephant i Weimar
- 1938-41: Gauforum i Augsburg (kun lidt gennemført)
- 1938-44: „Hohe Schule der NSDAP“ ved Chiemsee (ikke udført)
- 1939-41: Politigård ved „Runden Platz“ i Augsburg
- 1934-42: Ordensburg Sonthofen (nu  Forbundsværnets Generaloberst-Beck-Kaserne)
- 1941: Udvidelse af Augsburger Stadttheater